# Oedipodium griffithianum
Oedipodium, monotipski rod mahovnjača smješten u vlastitu porodicu, red i razred Polytrichopsida, ili ponekad u vlastiti razred Oedipodiopsida. Jedina vrsta je  O. griffithianum koja uspjeva i hladnim krajevima Euroazije i Amerike (Aljaska, Ognjena zemlja, Malvini).

## Vanjske poveznice
- Oedipodium griffithianum